# Sárváry Katalin
Sárváry Katalin (Rábapatona, 1945. április 5. –) Munkácsy-díjas divattervező, textilművész.

## Általános hazai korkép
Szakkritikusok véleménye szerint napjainkban már megfelelő történeti távlat nyílik ahhoz, hogy értékelhessük azt a harminc-negyvenéves folyamatot (1960–1990), amely során a magyar iparművészet, ezen belül a textilművészet – az "eleven textil" – robbanásszerű felfutása Magyarországon "valami helyett" történt, még akkor is, ha egy világjelenségre mintegy rímelt. A Bauhaus-hoz képest mintegy negyed-fél századnyi hazai késésről van szó. "...Ma már közhely, hogy a ... művészetben tiltott csatornákon kúszott fel ez – a jobb híján iparművészetnek titulált – dolog, és söpörte el egyszeriben a képzőművészet és alkalmazott művészet közötti hierarchiát." (Néray K.) E gondolatkörben ösztönszerűen jelenik meg a kerámiaművészet (Kovács M., Gorka L.) és a kevesebb figyelmet élvező textilművészet kibontakozása is. "A műfajok közötti átjárhatóság nagy korszaka volt ez, amelyből mára talán csak az anyagok alkalmazhatóságának szabadsága maradt meg. Egyébiránt e vonatkozásban bizonyos "visszarendeződés" történt.” (Néray K.)
A művészeti ágak közti helyzetváltozás mellett legalább ilyen jelentőséggel bír az is, hogy amíg az élő képzőművészet magán viselte a korszak ideológiai béklyóit, az alkalmazott művészeti ágak sokkal szabadabban, saját művészeti törekvéseiket alakító belső tényezőikre figyelve (új anyagok és technológiák, felvevő piac, divat, reklám, kommunikáció) és jobban koncentrálva fejlődhettek. Ez hatványozottan vonatkozik az „alkalmazott” textilművészetre, különösen a divattervezésre.

## Szakmai életrajza
Sárváry Katalin 1945-ben született a Győr-Sopron-Moson megyei Rábapatonán. 1964-ben kezdett tanulni a Könnyűipari Műszaki Főiskolán, majd 1965-ben felvették a Magyar Iparművészeti Főiskola Textil szakára. 1969-ben diplomázott Ruházati Formatervező Szakon kitűnő eredménnyel.
1970-ben a Magyar Divat Intézet tervezője. (Kapcsolata a Magyar Divat Intézettel megmaradt, divatbemutatók show-műsorához tervez jelmezeket.) Jelmeztervező a Jelmezkészítő és Kölcsönző Vállalatnál. Szakmai bemutatkozása a Margitszigeti Nagyszállóban rendezett önálló divatbemutatója volt.
- 1972-ben: Divatplakát pályázaton I. díjat nyer.
- 1975-ben, 1977-ben: VIT pályázat I. díja
- 1979-től: a Képző- és Iparművészek Szövetségének tagja.
- 1981-ben: meghívták a Képző- és Iparművészeti Szakközépiskolába tanárnak.
- 1986-ban: a Képző – és Iparművészek Szövetsége Textil Szakosztály vezetője.
- 1987-ben: meghívták a Magyar Iparművészeti Főiskola Tervezőképző Intézetébe ruhatervezést tanítani.
- 1986-tól: több alkalommal meghívott zsűritag a Francia Intézet és az Air France által kezdeményezett Fiatal Divattervezők Nemzetközi Pályázatán Párizsban.
- Itthoni bemutatókat és hallgatók pályázatait szervezi.
- 1990-ben: Munkácsy Mihály-díjat kapott.
- 1993-ban: Ösztöndíjat kapott a Római Magyar Akadémiára.

## Művészeti tevékenysége
Tervez jelmezeket filmekhez, színházaknak és TV játékokhoz, néptáncokhoz viseleteket, kortörténeti ruhákat. Részt vesz szakmai kiállításokon. De Sárváry Katalin alapvetően azt csinálja, ami az ő legfontosabb médiuma, a ruha, legfeljebb a divat affinitásait követte a maga autonóm módján.
Azok közé a művészek közé tartozik, akik úgy használják fel, építi be tevékenységükbe az európai folklór elemeit, hogy alkotásaik nem válnak népieskedővé. A nyolcvanas években készített darabjain a népművészet – nevezetesen a balkáni viseletek – egyszerűségében nagyszerű anyagkezelése, szabászati logikája jelenik meg .
Az újabb munkák inkább a Bauhaus-színház marionettjeinek (Oskar Schlemmer, Weininger) geometrikus szögletességére és vidámságára emlékeztetnek. és itt jellegzetesek a csíkos kollekciók, melyek a bécsi Collegium Hungaricumban is osztatlan sikert aratott.
Ugyanakkor ezzel egyidejűleg alkotásaiban megjelenik egy archaikus, ünnepélyes stílus is, példázva a művész végtelenül tágas kultúrtörténeti ismerettárárát és művészi aktualizáló-, adaptáló készségét.
Nagy energiakoncentrálással készítette el (Molnár Kálmán grafikai közreműködésével) a magyar városok zászlóit, ősi, domborított, varrott technikával, – de a maga stílusában. Ezeket a zászlókat a székesfehérvári Csók István Képtár (1997) rendezett kiállításán lehetett először együtt látni. A zászlók – mint ahogyan ezen a kiállításon is – "felvezetik" a nézőt azokhoz a talányosan transzparens négyzetekhez (textil-kompozíciókhoz), amelyek művészi palettáján választóelemet képeznek a többi műtárgy – a "ruhaszobrok" – saját légköréhez.

### Önálló kiállítások
- 1977 Fészek Klub, Budapest
- 1979 Nádasdy Vár, Sárvár
- 1984 Kaposvári Galéria, Kaposvár
- 1984 Lágymányosi Galéria, Budapest
- 1985 Fészek Klub, Budapest
- 1985 Pécsi Kisgaléria, Pécs
- 1985 Dorottya utcai kiállítóterem, Budapest
- 1986 Magyar Kulturális Napok, Dijon
- 1986 Magyar Intézet, Helsinki
- 1989 Barbican Cultural Center, London
- 1989 Magyar Hét, Lyon
- 1989 Budavári Galéria, Budapest
- 1991 Péter Pál Galéria, Szentendre
- 1994 Műhelysarok, Iparművészeti Múzeum, Budapest
- 1996 Collegium Hungaricum, „Talizmán" Bécs

### Fontosabb csoportos kiállítások
/ 1972 Öltözködés '72, Ernst Múzeum, Budapest / 1975 Jubileumi Iparművészeti Kiállítás, Műcsarnok, Budapest / 1976 Fészek Klub, Budapest / 1976 Nemzetközi Baba-biennálé, Krakkó / 1977 Magyar Nemzeti Galéria, Budapest / 1979 Nemzetközi Babakiállítás, New York, / 1980 Öltözködés '80 Művelődési Központ, Zalaegerszeg / 1980 Vigadó Galéria, Budapest / 1980 Kortárs Iparművészeti Kiállítás, Sin 'Paora Galéria, Párizs / 1981 Kortárs Képzőművészeti Kiállítás, Atelier Mensch, Hamburg
/ 1983 Országos Iparművészeti Kiállítás, Műcsarnok, Budapest / 1987 "Laufer", Műcsarnok, Budapest / 1988 "Laufer 2", Pécsi Galéria, Pécs / 1990 "Divat és Látvány" ERNST Múzeum, Budapest / 1991 Fészek Klub, „Zászlók" Budapest / 1991 Magyar Intézet, Berlin / 1991 Modern Etnika, Árkád Galéria, Budapest / 1992 Modern Etnika, Collegium Hungaricum, Bécs / 1993 Modern Etnika, Árkád Galéria, Budapest / 1994 Vigadó Galéria, „Szín-folt" Budapest / 1994 TEXTIVÁL, Divat Show, Margitszigeti Színpad, Budapest / 1994 Modern Etnika, Iparművészeti Múzeum, Budapest / 1994 Szakrális Ruhák, Pompei / 1994 Római Magyar Akadémia / 1994 Modern Etnika, Textil Múzeum, Barcelona / 1995 Modern Etnika, Művelődési Központ, Gödöllő / 1996 Modern Etnika, Vigadó Galéria, Budapest / 1996 „Reinkarnáció", Vigadó Galéria, Budapest / 1996 XIV. Textil Biennálé, Szombathely / 1996 „Pompa és Ábránd", Gödöllői kastély lovarda

### Néhány textil-kompozíció
- LA-U-FER I. 1987 – 540×125 cm műszaki vászon
- LA-U-FER II. 1987 – 540×125 cm műszaki vászon Iparművészeti Múzeum
- MASZKOS ZÁSZLÓ II. 1989 – 250×150 cm vegyes technika
- MASZKOS ZÁSZLÓ III. 1989 – 200×100 cm vegyes technika
- DIABOLO 1996 – 190×120 cm vegyes technika
- GABRIELLO 1996 – 190×120 cm vegyes technika
- TALIZMÁN 1994 – 200×200 cm vegyes technika
- MASZKOS ZÁSZLÓ IV. 1997 – 250×140 cm vegyes technika

### Jelmeztervek
Színház:
- 1972 Camus: Caligula – Nemzeti Színház, Pécs, Rendező: Pál István
- 1973 Molière: Scapin furfangjai – Nemzeti Színház, Pécs, Rendező: Pál István
- 1974 Shakespeare: Antonius és Cleopátra – Csokonai Színház, Debrecen, Rendező: Horváth Jenő
- 1974 Show: Pygmalion – Móricz Zsigmond Színház, Nyíregyháza, Rendező: Bozóky István
- 1974 Ajtmatov: Iván hajója – Mikroszkóp Színpad, Budapest, Rendező: Iglódy István
- 1992 Keller-Fábri: Álompalinta – Thália Színház, Budapest, Rendező: Felvidéki Judit
- 1993 Duray Bernadett: Prérifarkas – Játékszín, Budapest, Rendező: Felvidéki Judit
- 1996 Markó Iván: Tánc az életért – Kongresszusi Központ, Budapest, Rendező-koreográfus: Markó Iván

Film:
- Szerelem bolondjai Rendező: Hajdufy Miklós

TV-játékok:
- 1978 Radványi Ervin: Gyümölcsoltó
- 1979 Remenyik Zsigmond: Saroküzlet
- 1980 Pap Károly: Szent színpad Čapek: Foltyn zeneszerző 1983 Békés Pál: Lakótelepi
- 1986 Cocteau: Rettenetes szülők
- 1981 Mítoszok
- 1984 Felvidéki Judit: Fabuland
- 1985 Remenyik Zsigmond; Akár tetszik, akár nem
- 1996 Felvidéki-Keller: Irány Kalifornia (Rendező: Felvidéki Judit)